# (4192) Breysacher
(4192) Breysacher es un asteroide perteneciente al cinturón exterior de asteroides descubierto por Henri Debehogne y Giovanni de Sanctis desde el Observatorio de La Silla, Chile, el 28 de febrero de 1981.

## Designación y nombre
Breysacher se designó al principio como 1981 DH.
Posteriormente, en 1991, fue nombrado en honor del astrónomo francés Jacques Breysacher.

## Características orbitales
Breysacher está situado a una distancia media del Sol de 3,219 ua, pudiendo alejarse hasta 3,746 ua y acercarse hasta 2,691 ua. Su excentricidad es 0,1639 y la inclinación orbital 0,5327 grados. Emplea 2109 días en completar una órbita alrededor del Sol.

## Características físicas
La magnitud absoluta de Breysacher es 11,8. Tiene 24,67 km de diámetro y su albedo se estima en 0,0665.